# Chvostan bělonosý
Chvostan bělonosý (Chiropotes albinasus) je druh primáta z čeledi chvostanovití (Pitheciidae) a rodu chvostan (Chiropotes). Roku 1848 jej popsali Isidore Geoffroy Saint-Hilaire a Émile Deville. Vyskytuje se pouze v Brazílii a Mezinárodní svaz ochrany přírody mu přiřkl status zranitelný. 

## Výskyt
Chvostan bělonosý je zvířetem neotropické oblasti. Vyskytuje se v Brazílii mezi řekami Xingu a Madeira, směrem na jih se vyskytuje až k řece Guaporé ve státě Rondônia. K životu dává přednost hustým tropickým deštným lesům, obyčejně ho lze nalézt v těch nezaplavovaných, ale dovede se přizpůsobit i lesům zaplaveným, někdy i oblastem mezi lesem a stepí. Žije i ve fragmentovaných lesních areálech.

## Popis
Samci chvostanů bělonosých měří bez ocasu okolo 42,7 cm, samice jsou menší a měří 41,8 cm; u tohoto druhu je vyvinut pohlavní dimorfismus. Ocas měří asi 30 až 50,7 cm, na konci je tupý. U mladých jedinců má možnost úchopu, dospělci tuto funkci ztrácejí. Pomáhá také udržovat rovnováhu. Hmotnost opice se odhaduje na 2 až 3 kg. Srst je po celém těle včetně ocasu černá, nos je navzdory názvu červený. Podobně jako ostatní chvostané patřící do rodu Chiropotes má i tento druh vousy, u samců je výrazná také hustá srst na hlavě.

## Chování

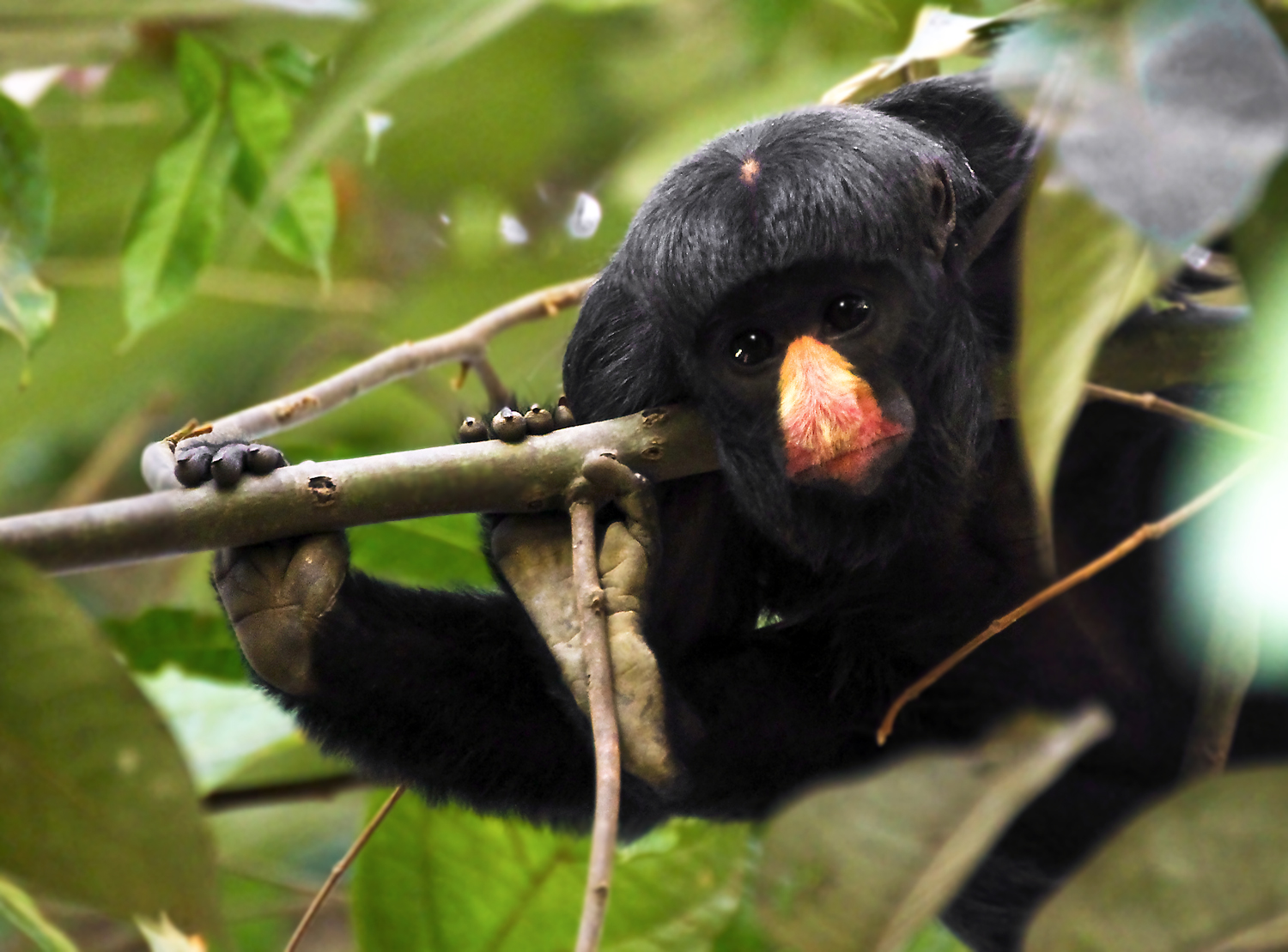
Hlava chvostana bělonosého

O chování chvostana bělonosého je známo pouze málo informací, protože žije spíše skrytě. Je to stromový druh, jenž si nárokuje území o rozloze až 1 000 ha, což je jedno z největších mezi novosvětskými opicemi. Tvoří skupiny složené z 18 až 30 jedinců, jež denně kočují za potravou, což jim dle studie mezi lety 2004 až 2006 zabere 36,3 % času, přičemž opice odpočívají 27,5 % času. Společenské aktivity jim zaberou 8,8 % času. Komunikace v rámci tlupy je zprostředkována pomocí švihání ocasu, vztyčování husté srsti na hlavě či pištivých zvuků. Hledání potravy zabere chvostanům 23,8 % aktivity, žerou rychle. Jedná se o všežravce, který se živí převážně rostlinnou potravou, živočišná potrava tvoří menší část. Podle studie z let 2004–2006 byla jako nejčastější zdroj potravy nezralá semena, jež tvořila 48,2 % potravy, následována dužinou ovoce (39,2 %) a zralými semeny (6 %), z další rostlinné potravy žerou chvostani například stromovou kůru. Rozkousat tvrdé potraviny jim umožňují specializované zuby zasazené v hlubokých čelistech.
V době rozmnožování, která nastává jednou ročně, samicím zčervenají genitálie a na estrální cyklus samce upozorňují rovněž zvednutým ocasem. Po zhruba 5 měsících březosti mezi únorem až březnem, či srpnem až zářím, se samici narodí jedno mládě závislé na ní asi 3 měsíce. Pohlavní dospělosti je u samců i samic dosaženo ve čtyřech letech. Chvostan se ve volné přírodě dožívá věku okolo 11,7 let. V zajetí je věk dožití vyšší a může se vyšplhat až k 17 letům.

## Ohrožení
Největší nebezpečí pro chvostana bělonosého představuje ztráta přirozeného prostředí. Areál výskytu protíná transamazonská dálnice, místní lesy jsou náchylné k likvidaci pro pěstování sóji a rozvoj infrastruktury. K dalším nebezpečím pro chvostany bělonosé patří také pastevectví a lov chvostanů jak pro maso, tak pro husté ocasy, které jsou využívány jako prachovky.
Mezinárodní svaz ochrany přírody hodnotí druh od roku 2020 jako zranitelný s klesající populací. Je zapsán na přílohu I Úmluvy o mezinárodním obchodu s ohroženými druhy volně žijících živočichů a rostlin a obývá množství chráněných území včetně některých národních parků. IUCN upozorňuje, že pokud bude úbytek lesů pokračovat stejným tempem, jako v mezidobí mezi lety 2009–2018, do roku 2048 bude pravděpodobně ztraceno nejméně 15 % vhodných lesních stanovišť, která tento druh obývá.